# Hanna Kulenty
Hanna Kulenty (ur. 18 marca 1961 w Białymstoku) z domu Szmydyngier; polska kompozytorka. Od 1992 r. mieszka w Warszawie oraz w Arnhem.

## Edukacja muzyczna
W latach 1980–1986 studiowała kompozycję pod kierunkiem Włodzimierza Kotońskiego w Akademii Muzycznej im. F. Chopina w Warszawie. W latach 1986–1988 kontynuowała studia kompozytorskie u Louisa Andriessena w Królewskim Konserwatorium Muzycznym w Hadze. W latach 1990–1991 była stypendystką Deutscher Akademischer Austauschdienst w Berlinie. Uczestniczyła w kursach kompozytorskich organizowanych przez PTMW oraz w Międzynarodowych Letnich Kursach Nowej Muzyki w Darmstadt.

## Główne działania
Od 1989 r. pracuje jako wolny kompozytor, realizując zamówienia i korzystając ze stypendiów twórczych. Wykłada w instytucjach muzycznych, konserwatoriach i na kursach. W 1998 r. została zaproszona jako gościnny wykładowca na trzy uniwersytety w Los Angeles. W latach 1999/2000 pełniła funkcję composer-in-residence przy Het Gelders Orkest w Holandii. W listopadzie 2000 r. Radio Niemieckie w Kolonii zorganizowało jej koncert monograficzny (wydany na CD „Arcs & Circles”). W 2004 r. była wykładowcą podczas festiwalu Other Minds 10 w San Francisco. Brała udział w pracach jury podczas Münchener Biennale w 1995 r., Gaudeamus Music Week 2002 w Amsterdamie oraz IX Międzynarodowego Konkursu Kompozytorskiego im. Kazimierza Serockiego w Warszawie w 2004 r. Została również zaproszona do jury VI edycji International New Chamber Opera Competition „Orpheus-Luciano Berio 2003-04" w Spoleto.

## Nagrody
W 1985 r. otrzymała II nagrodę na Europejskim Konkursie Młodych Kompozytorów w Holandii za utwór Ad unum, a w 1987 r. Nagrodę Artystyczną Młodych im. Stanisława Wyspiańskiego (II klasy). Tego samego roku zdobyła II nagrodę na Konkursie Koła Młodych ZKP za Ride. Jest także laureatką nagród konkursów kompozytorskich organizowanych przez Oddział Warszawski ZKP – za Quinto (I nagroda, 1986), Breathe (I nagroda, 1987), Cannon (III nagroda, 1988) oraz aaa Tre (II nagroda, 1989). W 2003 r. uzyskała pierwszą lokatę na 50. Międzynarodowej Trybunie Kompozytorów UNESCO za Koncert na trąbkę i orkiestrę, oraz Medal Mozartowski Międzynarodowej Rady Muzycznej przy UNESCO. W 2015 r. otrzymała doroczną Nagrodę Związku Kompozytorów Polskich.

## Dorobek kompozytorski

### Opera i dzieła sceniczne
- Hoffmanniana (2003) – opera
- The Mother of Black-Winged Dreams (1995) – opera (tyt. pol. Matka czarnoskrzydłych snów – pol. prem.: Opera Wrocławska, 15.05.2010[2])
- Przypowieść o ziarnie [Parable on grain] (1985) – chamber opera / monodrama
- Island (2006) – dzieło sceniczne na trąbkę solo, głos, zespół instrumentalny i taśmę
- Lost & Found twenty-five (2008) – teatr taneczno-muzyczny na zespół instrumentalny i taśmę

### Utwory orkiestrowe
- Ad unum (1985) – na orkiestrę symfoniczną
- Breathe (1987) – na orkiestrę kameralną
- Certus (1997) – na orkiestrę kameralną
- Part One (1998) – na orkiestrę symfoniczną
- Passacaglia (1992) – na orkiestrę kameralną
- Piano Concerto No. 2 (1991) – na fortepian i orkiestrę symfoniczną
- Piano Concerto No. 3 (2003) – na fortepian i orkiestrę symfoniczną
- Quatro (1986) – na orkiestrę kameralną
- Trigon (1989) – na orkiestrę kameralną
- Sinequan Forte A (1994) – solo amplified cello with delay, symphony orchestra
- Sinequan Forte B (1994) solo amplified cello with delay, chamber orchestra
- Symphony No. 1 (1986) – na orkiestrę symfoniczną
- Symphony No. 2 (1987) – na orkiestrę symfoniczną i chór mieszany
- Symphony No. 3 (2000) – na orkiestrę symfoniczną
- Trumpet Concerto (2002) – na trąbkę i orkiestrę symfoniczną
- Violin Concerto No. 1 (1993) – na skrzypce i orkiestrę symfoniczną
- Violin Concerto No. 2 (1996) – na skrzypce i orkiestrę symfoniczną

### Dla zespołu instrumentalnego
- A few minutes for Ereprijs (1992) – na zespół instrumentalny
- Air (1991) – na zespół instrumentalny
- Elfen (1997) – muzyka baletowa
- Flute Concerto no. 1 (2001) – flet (amplified, delay) i orkiestrę kameralną
- Going Up 2 (1995)- na zespół instrumentalny
- Mezzo Tango (2004) – zespół instrumentów dętych
- Mezzo Tango 2 (2005) – na zespół instrumentalny
- Piano Concerto No. 1 (1990) – fortepian i zespół instrumentalny
- Perpetuus (1989) – na zespół instrumentalny
- Postcard from Europe (2004) – na zespół instrumentalny
- Violin Concerto No. 1 (1992) – skrzypce i zespół instrumentalny

### Muzyka kameralna
- Arcus (1988) – three percussionists
- aaa TRE (1988) – viola, cello, double bass
- A Cradle Song (1993) – violin, cello, piano
- A Fourth Circle (1994) – violin (or viola/cello) and piano
- A Sixth Circle (1995) – trumpet, piano
- Asjaawaa (2001) – mezzo soprano, flute, harp, piano, percussion, electronics
- Blattinus (1996) – saxophone quartet
- Brass No. 2 (2005) – for horn and trumpet
- Cannon (1988) – violin, piano
- Crossing Lines (2001) – violin, clarinet, piano
- Decimo (2000) – for choir, six voices
- Going Up 1 (1995) – violin, double bass
- Kisses & Crosses (2007) – for piano and percussion
- Lysanxia (1994) – gamelan, tape
- MM-blues (1999) – two piano’s and two percussions
- Preludium, Postludium and Psalm (2007) – for cello and accordion
- Quinto (1986) – two pianos
- Rainbow 3 (2003) – piano and two wind instruments
- Rapidus (1998) – saxophone quartet
- Ride (1987) – six percussionists
- Run (2004) – flute and piano
- Sierra (1996) – violin, cello
- Stretto (1998) – flute, clarinet, cello, guitar
- String Quartet no. 1 (1984)
- String Quartet No. 2 (1990)
- String Quartet No. 3 – Tell me about it (2007)
- String Quartet No. 4 (A Cradle Song) (2007)
- Sugar-Fela Tango (2009) – for piano and four instruments
- Tell me about it 1 (2006) – for clarinet, cello, trombone and piano
- Tell me about it 2 (2006) – for bass clarinet, cello, trombone and contra bas
- Waiting for… (1997) – voice, piano
- String Quartet No. 5 (2013)

### Muzyka instrumentalna solowa
- Arci (1986) – percussion solo
- A Fifth Circle (1994) – alto flute with delay
- A Third Circle (1996) – piano solo
- Brass No. 1 (2004) – trumpet solo
- Brass No. 2 (2004) – horn and trumpet
- Brass No. 3 (2005) – horn solo or trumpet solo
- Brass No. 4 (2007) – tuba solo
- Cadenza (1992) – violin solo with delay
- Drive Blues (2000) – piano solo
- E for E (1991) – harpsichord solo
- Harmonium (1999) – harmonium solo
- One by One (1988) – marimba solo
- Preludium and Psalm (2007) – harmonium solo or another keyboard instrument
- Sesto (1985) – na fortepian solo
- Sinequan (1993) – na wiolonczelę solo z delayem
- Sinequan (rev. 1993) – na wiolonczelę solo z delayem
- Still Life with a Cello (1993) – na wiolonczelę solo
- Still Life with a Violin (1985) – na skrzypce solo
- Three Minutes for the Double Bass (1983) – na kontrabas solo

### Muzyka elektroakustyczna
- Prośba o Słońce [Request for the Sun] (1984) – taśma elektroakustyczna
- Souvenir from a Sanatorium (1988) – muzyka komputerowa